# Departamentos da Costa do Marfim

Departamentos da Costa do Marfim

As regiões da Costa do Marfim são divididas em 58 departamentos.
A lei de 1978 criou 27 comunas governamentais na Costa do Marfim (Communes de plein exercice), além de subprefeituras, dividindo cada um dos 58 departamentos. A comuna, (intitulada como collectivité territoriale), é administrada por um conselho municipal, e comandada por um Presidente.
As subprefeituras (uma subdivisão administrativa, ou uma circonscription administrative déconcentrée) exerce funções limitadas, supervisionadas por um vice-prefeito, o qual reporta ao prefeito o nível de governo em cada departamento. Assim, cada departamento contém tanto um governo eleito e um funcionário administrativo do governo central (circonscription administrative déconcentrée).
A competência dessas duas entidades, e os órgãos administrativos que elas controlam, são rigorosamente separados por lei. Os departamentos estão listados abaixo, por região:

## Agnéby Região
- Adzopé
- Agboville

## Bafing Região
- Touba

## Bas-Sassandra Região
- San-Pedro
- Sassandra
- Soubré
- Tabou

## Denguélé Região
- Odienné

## Dix-Huit Montagnes Região
- Biankouma
- Danané
- Man

## Fromager Região
- Gagnoa
- Oumé

## Haut-Sassandra Região
- Daloa
- Issia
- Vavoua

## Lacs Região
- Tiébissou
- Toumodi
- Yamoussoukro

## Lagunes Região
- Abidjan
- Alépé
- Dabou
- Grand-Lahou
- Jacqueville
- Tiassalé

## Marahoué Região
- Bonon
- Bouaflé
- Gohitafla
- Sinfra
- Zuénoula

## Moyen-Cavally Região
- Bangolo
- Duékoué
- Guiglo
- Toulépleu

## Moyen-Comoé Região
- Abengourou
- Agnibilekrou

## N'zi-Comoé Região
- Bocanda
- Bongouanou
- Daoukro
- Dimbokro
- Mbahiakro

## Savanes Região
- Boundiali
- Ferkessédougou
- Korhogo
- Tingréla

## Sud-Bandama Região
- Divo
- Lakota

## Sud-Comoé Região
- Aboisso
- Adiaké
- Grand-Bassam

## Vallée du Bandama Região
- Béoumi
- Bouaké
- Dabakala
- Katiola
- Sakassou

## Worodougou Região
- Mankono
- Séguéla

## Zanzan Região
- Bondoukou
- Bouna
- Tanda